# Aucun
Aucun település Franciaországban, Hautes-Pyrénées megyében. Lakosainak száma 254 fő (2022. január 1.). Aucun Salles, Bun, Estaing, Ferrières, Gaillagos és Arrens-Marsous községekkel határos.

## Népesség
A település népességének változása:
| Lakosok száma | 257  | 252  | 253  | 237  | 233  | 230  | 227  | 240  | 254  |
|               | 2013 | 2015 | 2016 | 2017 | 2018 | 2019 | 2020 | 2021 | 2022 |